# 赤い部屋 (ウェブサイト)
赤い部屋（あかいへや）とは、かつて存在した日本のFLASHサイト、都市伝説。

## 概要
1990年代末から2000年代初頭に開設されたとみられている。FLASHによる動画で物語が展開される。おもしろFLASHであり、FLASH黄金時代の著名作の1つ。
主人公は友人から、インターネットを利用中に消すと死んでしまうというポップアップ広告の話を聞く。主人公は家でネットサーフィンをするが例の広告がなかなか出現せず、そのことも忘れかけていたときに噂のポップアップが出現、赤い背景に「あなたは……好きですか?」との文とともにText-to-Speechによる合成音声である機械的な声が流れる。
噂を教えてくれた友人に電話してみるが相手は出ない。怖がらずに消すが再び出現、それにくだらなさも感じたが、それを繰り返しているうちに何もしてもいないのにクリックされ、広告に書かれた文の中央が割れ、別の文字が出現し「あなたは赤い部屋が好きですか?」との文になった。直後に自動的にページ移動し、そこには多数の人物名が書かれていた。ページの末尾に噂を教えてくれた友人の名があり、身の危険を察知してその場から離れようとするも体が動かず、背後に気配を感じ、何者かに襲われる。
翌日、学校で隣のクラスの2人の男子生徒が自殺したニュースの話が出る。部屋中、血まみれで生徒は首の動脈が切られた状態だった。多数の人物名はサイトを見た犠牲者で、そのページに新たに氏名が加わったところで物語は幕を閉じる。
赤マント、赤いちゃんちゃんこから着想を得た話だとみられる。
当時は防げなかったポップアップ広告ならではの恐ろしさがあるもので物語終了後にある仕掛けが作動してFLASHムービーの視聴者を驚かせるが、後にブラウザでポップアップのブロック機能が登場したため成立しなくなっている。
現在は掲載していたページはウェブサイトを提供していたジオシティーズはサービスを終了している。閲覧に使用するAdobe Flashも2020年12月31日にサービス終了したため通常の方法では閲覧できない。

## 関連作品
- 2ちゃんねるの呪い 劇場版 - 2011年の映画。
- 間取りパズル 赤い部屋シミュレーター - 2025年のコンピュータゲーム。